# 타차노프스키올드필드쥐
타차노프스키올드필드쥐(Thomasomys taczanowskii)는 비단털쥐과에 속하는 설치류이다. 페루에서만 발견된다.